# Liste der Leichtathletik-U18-Weltbestleistungen

Weltbestleistungen gemäß World Athletics der männlichen und weiblichen Jugend U18 in den leichtathletischen Disziplinen. Ab der Jugend U20 können offizielle Weltrekorde erzielt werden.

## Männliche Jugend U18
Quelle: World Athletics
| Disziplin                  | Leistung                                                                     | Athlet            | Datum              | Ort           |
| -------------------------- | ---------------------------------------------------------------------------- | ----------------- | ------------------ | ------------- |
| 100 Meter                  | 10,06 s (+2,0 m/s)                                                           | Christian Miller  | 8. Juli 2023       | Eugene        |
| 200 Meter                  | 19,84 s (+0,3 m/s)                                                           | Erriyon Knighton  | 27. Juni 2021      | Eugene        |
| 400 Meter                  | 44,84 s                                                                      | Justin Robinson   | 8. Juni 2019       | Albuquerque   |
| 800 Meter                  | 1:43,37 min                                                                  | Mohammed Aman     | 10. September 2011 | Rieti         |
| 1500 Meter                 | 3:33,26 min                                                                  | Cameron Myers     | 16. Juli 2023      | Chorzów       |
| 3000 Meter                 | 7:32,37 min                                                                  | Abreham Cherkos   | 14. Juli 2006      | Rom           |
| 5000 Meter                 | 12:54,19 min                                                                 | Abreham Cherkos   | 11. Juli 2006      | Lausanne      |
| 110 Meter Hürden (91,4 cm) | 12,87 s (+1,6 m/s)                                                           | Sasha Zhoya       | 6. Juli 2019       | Angers        |
| 400 Meter Hürden (84,0 cm) | 48,84 s                                                                      | Sokwakhana Zazini | 17. März 2017      | Pretoria      |
| 2000 Meter Hindernis       | 5:19,99 min                                                                  | Meresa Kahsay     | 12. Juli 2013      | Donezk        |
| Staffel (Medley Relay)     | 1:49,23 min                                                                  | Jamaika U18       | 14. Juli 2013      | Donezk        |
| 10.000 Meter Gehen         | 39:47,20 min                                                                 | Chen Ding         | 11. Juli 2008      | Bydgoszcz     |
| Hochsprung                 | 02,33 m                                                                      | Javier Sotomayor  | 16. Mai 1984       | Havanna       |
| Stabhochsprung             | 05,60 m                                                                      | Matvei Volkov     | 12.02.2021         | Łódź          |
| Weitsprung                 | 08,28 m (+1,8 m/s)                                                           | Maykel Massó      | 28. Mai 2016       | Havanna       |
| Dreisprung                 | 17,41 m (+1,0 m/s)                                                           | Jordan Díaz       | 8. Juni 2018       | Havanna       |
| Kugelstoßen (5 kg)         | 24,45 m                                                                      | Jacko Gill        | 19. Dezember 2011  | Auckland      |
| Diskuswurf (1,5 kg)        | 77,50 m                                                                      | Mykyta Nesterenko | 19. Mai 2008       | Kiew          |
| Hammerwurf (5 kg)          | 87,82 m                                                                      | Mychajlo Kochan   | 31. Mai 2014       | Győr          |
| Speerwurf (700 g)          | 89,34 m                                                                      | Braian Toledo     | 6. März 2010       | Mar del Plata |
| Achtkampf U18              | 6491 Punkte                                                                  | Jake Stein        | 7. Juli 2011       | Lille         |
| Achtkampf U18              | 11,52 - 7,22 - 17,22 - 51,32 / 14,25 - 1,98 - 59,65 - 2:52,93                |                   |                    |               |
| Zehnkampf U18              | 8002 Punkte                                                                  | Niklas Kaul       | 16. Juli 2015      | Cali          |
| Zehnkampf U18              | 11,59 - 6,76 - 16,08 - 2,05 - 51,20 / 15,44 - 44,09 - 4,70 - 78,20 - 4:42,29 |                   |                    |               |
| Stand: 8. September 2023   |                                                                              |                   |                    |               |

## Weibliche Jugend U18
Quelle: World Athletics, Trierischer Volksfreund
| Disziplin                        | Leistung           | Athlet                         | Datum              | Ort             |
| -------------------------------- | ------------------ | ------------------------------ | ------------------ | --------------- |
| 100 Meter                        | 10,98 s (+2,0 m/s) | Candace Hill                   | 20. Juni 2015      | Shoreline       |
| 200 Meter                        | 22,42 s (+1,7 m/s) | Amy Hunt                       | 30. Juni 2019      | Mannheim        |
| 400 Meter                        | 50,01 s            | Li Jing                        | 18. Oktober 1997   | Shanghai        |
| 800 Meter                        | 1:57,18 min        | Wang Yuan                      | 8. September 1993  | Peking          |
| 1500 Meter                       | 3:54,52 min        | Zhang Ling                     | 18. Oktober 1997   | Shanghai        |
| 3000 Meter                       | 8:36,45 min        | Ma Ningning                    | 6. Juni 1993       | Jinan           |
| 5000 Meter                       | 14:37,94 min       | Birke Haylom                   | 23. Juli 2023      | London          |
| 100 Meter Hürden                 | 12,84 s (+1,2 m/s) | Tia Jones                      | 25. Juni 2016      | Clovis          |
| 100 Meter Hürden (76,2 cm)       | 12,71 s (+0,8 m/s) | Kerrica Hill                   | 9. April 2022      | Kingston        |
| 400 Meter Hürden                 | 54,15 s            | Sydney McLaughlin              | 10. Juli 2016      | Eugene          |
| 2000 Meter Hindernis             | 6:07,72 min        | Jolanda Kallabis               | 10. September 2022 | Trier           |
| Staffel (Medley Relay)           | 2:03,42 min        | Jamaika U18                    | 10. Juli 2011      | Lille           |
| 5000 Meter Gehen                 | 20:28,05 min       | Tatjana Kalmykowa              | 12. Juli 2007      | Ostrava         |
| Hochsprung                       | 01,96 m            | Charmaine Weavers              | 4. April 1981      | Bloemfontein    |
| Hochsprung                       | 01,96 m            | Olga Turtschak                 | 7. September 1984  | Donezk          |
| Hochsprung                       | 01,96 m            | Eleanor Patterson              | 7. Dezember 2013   | Townsville      |
| Hochsprung                       | 01,96 m            | Vashti Cunningham              | 1. August 2015     | Edmonton        |
| Hochsprung                       | 01,96 m            | Jaroslawa Mahutschich (Indoor) | 22. Dezember 2018  | Minsk           |
| Hochsprung                       | 01,96 m            | Angelina Topić                 | 26. Juni 2022      | Kruševac        |
| Hochsprung                       | 01,96 m            | Karmen Bruus                   | 19. Juli 2022      | Eugene          |
| Stabhochsprung                   | 04,51 m            | Amanda Moll                    | 25. März 2022      | Austin          |
| Weitsprung                       | 06,91 m (+1,0 m/s) | Heike Daute                    | 9. August 1981     | Jena            |
| Dreisprung                       | 14,57 m (+0,2 m/s) | Huang Qiuyan                   | 19. Oktober 1997   | Shanghai        |
| Kugelstoßen (3 kg)               | 20,52 m            | Corrie de Bruin                | 13. Juni 1993      | Assen           |
| Kugelstoßen (4 kg)               | 19,08 m            | Ilke Wyludda                   | 9. August 1986     | Karl-Marx-Stadt |
| Diskuswurf                       | 65,86 m            | Ilke Wyludda                   | 1. August 1986     | Neubrandenburg  |
| Hammerwurf (3 kg)                | 76,04 m            | Réka Gyurátz                   | 23. Juni 2013      | Zalaegerszeg    |
| Hammerwurf (4 kg)                | 70,60 m            | Zhang Wenxiu                   | 5. April 2003      | Nanning         |
| Speerwurf (500 g)                | 70,10 m            | Adriana Vilagoš                | 14. August 2021    | Kraljevo        |
| Speerwurf (600 g)                | 62,93 m            | Xue Juan                       | 27. Oktober 2003   | Changsha        |
| Siebenkampf U18 (Hürden 76,2 cm) | 6301 Punkte        | Henriette Jæger                | 13. September 2020 | Moss            |
| Siebenkampf Frauen               | 5875 Punkte        | Henriette Jæger                | 5. Juli 2020       | Moss            |
| Stand: 8. September 2023         |                    |                                |                    |                 |